# Fresh Cream
《Fresh Cream》은 영국의 록 밴드 크림의 데뷔 스튜디오 음반이다. 이 음반은 1966년 12월 9일, 영국에서 프로듀서 로버트 스틱우드가 소유한 리액션 레코드 레이블의 첫 번째 LP로 발매되었다. 영국 음반은 싱글 〈I Feel Free〉의 발매와 동시에 모노 버전과 스테레오 버전으로 발매되었다.
이 음반은 1967년 1월, 미국의 앳코 레코드에 의해 모노 버전과 스테레오 버전으로 약간 다른 형태로 발매되었다. 이 음반은 영국 음반 차트 6위, 미국 음반 차트 39위로 정점을 찍었다.
이 모노 버전은 발매된 지 얼마 되지 않아 삭제되었고 수년 동안 스테레오 녹음만 이용 가능했다. 영국 모노 음반은 일본에서 처음으로 유니버설 뮤직에 의해 2013년 말에 디럭스 SHM-CD와 SHM-SACD 세트의 일부로 CD로 재발매되었다(두 판 모두 영국 스테레오 상대편도 포함되어 있다).
2017년 1월, 싱글, B-사이드와 함께 영국, 미국 오리지널 발매의 모노 및 스테레오 버전이 수록된 4-CD 박스 세트에서 폴리도르에 의해 다시 음반이 재발매되었다.

## 배경
베이시스트 잭 브루스는 후에 오프닝곡 〈N.S.U.〉가 밴드의 첫 리허설을 위해 작곡되었다고 말했다. "초창기 펑크 노래 같았어요... 제목은 "비임균성 요도염"을 의미했습니다. 그것은 NSU 퀵클리를 의미하지 않았습니다. 그것은 1960년대의 작은 걸레들 중 하나였습니다. 저는 이 성병에 걸린 밴드 멤버에 대한 이야기라고 말하곤 했습니다. 어떤 게... 기타를 쳤다는 것만 빼면요."

## 평가
| 전문가 평가                   | 전문가 평가       |
| 평가 점수                     | 평가 점수         |
| 출처                          | 점수              |
| ----------------------------- | ----------------- |
| AllMusic                      | [ 7 ]             |
| BBC Music                     | (Highly Positive) |
| Robert Christgau              | A–                |
| Uncut                         | [ 10 ]            |
| Daily Express                 | (Positive)        |
| The 1000 Best Pop-Rock Albums | [ 12 ]            |
| Ultimate Classic Rock         | (Positive)        |
| MusicHound                    | [ 14 ]            |

2012년, 이 음반은 《롤링 스톤》이 선정한 역사상 가장 위대한 음반 500장 중 102위에 올랐다. 언컷은 이 곡들을 "밴드에서 연주하고 휴식을 취하는 것, 젊었을 때의 즐거움, 그리고 그들은 그것을 말하는 것처럼 걷는다, 멋진 순간 즉흥 연주에 대한 도약 포인트"라고 묘사한다. BBC를 위해 쓴 글에서 시드 스미스는 "블루스, 팝, 록이 마법처럼 합쳐져 새로운 것을 창조하기 시작한다"고 언급했다. 올뮤직의 스테판 토마스 얼와인은 이 음반이 "헤비 메탈의 탄생과 잼 록의 탄생에 중요한 요소"라고 믿고 있다.

## 곡 목록

### 오리지널 영국 발매
| #  | 제목                 | 작사·작곡             | 재생 시간 |
| -- | -------------------- | --------------------- | --------- |
| 1. | 〈N.S.U.〉           | 잭 브루스             | 2:43      |
| 2. | 〈Sleepy Time Time〉 | 브루스, 자넷 고드프리 | 4:20      |
| 3. | 〈Dreaming〉         | 브루스                | 1:58      |
| 4. | 〈Sweet Wine〉       | 진저 베이커, 고드프리 | 3:17      |
| 5. | 〈Spoonful〉         | 윌리 딕슨             | 6:30      |

| #  | 제목                      | 작사·작곡                                      | 재생 시간 |
| -- | ------------------------- | ---------------------------------------------- | --------- |
| 1. | 〈Cat's Squirrel (기악)〉 | 닥터 로스, (편곡: 브루스, 베이커, 에릭 클랩튼) | 3:03      |
| 2. | 〈Four Until Late〉       | 로버트 존슨, (편곡: 클랩튼)                    | 2:07      |
| 3. | 〈Rollin' and Tumblin'〉  | 함본 윌리 뉴번                                 | 4:42      |
| 4. | 〈I'm So Glad〉           | 스킵 제임스                                    | 3:57      |
| 5. | 〈Toad (기악)〉           | 베이커                                         | 5:09      |

## 인증
| 국가                       | 인증 | 판매량/출하량 |
| -------------------------- | ---- | ------------- |
| 오스트레일리아 (ARIA)      | 골드 | 35,000^       |
| 영국 (BPI)                 | 골드 | 100,000^      |
| 미국 (RIAA)                | 골드 | 500,000^      |
| ^출하량을 기반으로 한 인증 |      |               |